# Ananda Coomaraswamy
Ananda Kentish Coomaraswamy (tamil. ஆனந்த குமாரசுவாமி, ur. 22 sierpnia 1877 w Colombo, Sri Lanka; zm. 9 września 1947 w Needham, Massachusetts) – profesor historii sztuki, filozof.
Był synem tamilskiego szlachcica sir Mutu Coomaraswamiego i Angielki. W młodości absolwent University College London, zaangażowany jednak w obronę tradycyjnej kultury cejlońskiej przed westernizacją; współzałożyciel Ceylon Social Reform Society i bliski współpracownik organizacji niepodległościowych w Indiach, które były wtedy kolonią brytyjską.
W późniejszym okresie przeniósł się do Stanów Zjednoczonych, gdzie wykładał na Uniwersytecie Harvarda oraz był kuratorem Boston Museum of Fine Arts.
Jest uważany za jednego z najwybitniejszych XX-wiecznych myślicieli hinduistycznych i pozostaje jednym z głównych twórców koncepcji tradycjonalizmu integralnego.
Synem Anandy Coomaraswamiego był ks. dr Rama Coomaraswamy, jeden z głównych teologów sedewakantyzmu.